# مهارات الدراسة

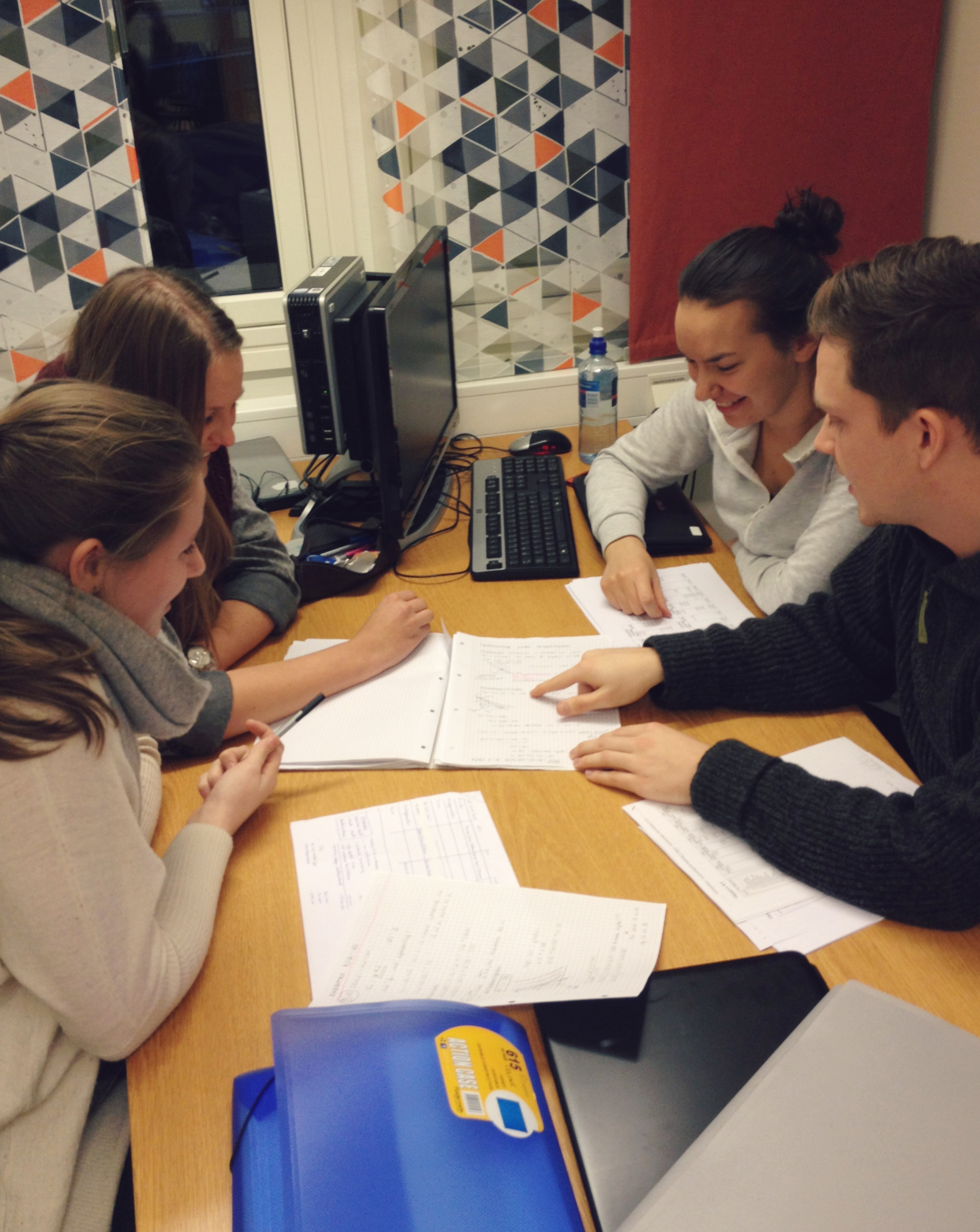

تدل مهارات الدراسة أو إستراتيجيات التعلم، بمعنى آخر، على السلوك المتعلم أو المكتسب الذي يؤدي إلى التفوق في الدراسة، وينبغي أن يتوافر له شرطان أساسيان، أولهما أن يكون موجهاً نحو إحراز هدف معين وثانيهما أن يكون منظماً بحيث يؤدي إلى إحراز الهدف في أقصر وقت وأقل جهد ممكن.

## الترديد والتعلم عن ظهر قلب
الحفظ هو عملية إدخال شيء إلى الذاكرة. وهي في الغالب عملية عقلية متعمدة تجرى بهدف تخزين عناصر في الذاكرة بغاية استرجاعها لاحقًا، كالتجارب والأسماء والمواعيد والعناوين وأرقام الهاتف والقوائم والقصص والقصائد والصور والخرائط والمخططات والحقائق والموسيقى أو أي معلومة بصرية أو سمعية أو حسية أخرى. قد يشير الحفظ أيضًا إلى عملية تخزين البيانات في ذاكرة جهاز. من أبسط طرق التعلم ترديد المعلومة حتى تُحفظ عن ظهر قلب. يشمل هذا عادةً قراءة الملاحظات أو الكتاب المدرسي، وإعادة كتابة الملاحظات.

## القراءة والاستماع
نقطة الضعف في التعلم عن ظهر قلب أنه ينطوي على نمط منفعل من القراءة والاستماع. جادل اختصاصيو التربية مثل جون ديوي أن الطلاب بحاجة إلى تعلم التفكير الناقد –طرح الأسئلة وتقييم الأدلة أثناء التعلم. يمكن القيام بذلك أثناء المحاضرات أو عند قراءة الكتب.
من الطرق المفيدة أثناء التفاعل الأول مع موضوع الدراسة هي طريقة «قراءة – تشفير– تعليق – تأمل». تساعد هذه الطريقة الطلاب على تحسين فهمهم للنص وربط الفكرة المفهومة مع فكر المؤلف.
- قراءة: قراءة قسم لاستشفاف الفكرة.
- تشفير: إعادة صياغة الفكرة من وجهة نظر المؤلف إلى كلمات الطالب الخاصة.
- تعليق: التعليق بالفهم النقدي والملاحظات الأخرى المتعلقة.
- تأمل: التأمل في المادة المقروءة عبر التفكير والنقاش مع الآخرين وقراءة المواد المتعلقة. ما يتيح إمكانية تحسين وتلبية منطقة التطوير القريبة.

### التدرب باستخدام البطاقات التعليمية
البطاقات التعليمية هي تلميحات مرئية توضع على بطاقات. ولها استخدامات عدة في التعليم والتعلم، ويمكن استخدامها للمراجعة قبل الامتحان. غالبًا ما يصنع الطلاب بطاقاتهم التعليمية بأنفسهم، أو يصممون بطاقات فهرسة مفصّلة –بطاقات مصممة بغرض الترتيب، وتكون في الغالب بحجم أ5، وتكتب عليها ملخصات قصيرة. نظرًا لكون البطاقات منفصلة وصغيرة، فهي تسمح للطلاب بتغيير ترتيبها أو اختيار مجموعة منها لقراءتها، أو اختيار بطاقات منها بشكل عشوائي لاختبار الذات. ويمكن استخدام مكافئاتها البرمجية.

### الكلمات المفتاحية
تختلف طرق التلخيص اعتمادًا على الموضوع، وينطوي معظمها على تكثيف كمية كبيرة من المعلومات من دورة أو كتاب لإنشاء ملاحظات أقصر. تُكثَف هذه الملاحظات غالبًا إلى حقائق مفتاحية.
الملخصات المنظمة: كالخطوط العريضة التي تشمل الكلمات الرئيسية والتعاريف والعلاقات، وتكون عادة في بنية شجرية.
مخططات العنكبوت: قد يكون استخدام مخططات العنكبوت أو الخرائط الذهنية وسيلة فعالة لربط المفاهيم معًا. قد تكون هذه المخططات مفيدة في التخطيط لكتابة المقالات والإجابة على سؤال كتابة المقالة في الامتحان. يمكن أن تقدم هذه الأدوات ملخصًا مرئيًا للموضوع الذي يحافظ على هيكله المنطقي باستخدام الخطوط لبيان كيفية ارتباط الأجزاء المختلفة مع بعضها.

### الصور المرئية
يُعتقد أن بعض المتعلمين يتمتعون بنمط تعلم مرئي، ويستفيدون كثيرًا من تلقي المعلومات في دراستهم بشكلها اللفظي غالبًا، واستخدام تقنيات بصرية لتشفيرها وحفظها في الذاكرة.
تستفيد بعض تقنيات التذكر من الذاكرة البصرية، على سبيل المثال طريقة قصر الذاكرة، وهي نظام تُصوَر فيه المعلومات الأساسية في مواقع مادية حقيقية، كالغرفة.
الرسوم البيانية أدوات يُستهان بأهميتها. يمكن أن تستخدم لجمع المعلومات معًا والتمرّس على إعادة تنظيمها بهدف إنتاج شيء عملي ومفيد. يمكن أن تساعد أيضًا على استرجاع المعلومات التي تعلمها الفرد بسرعة كبيرة، خاصةً إذا صمم الطالب المخطط في أثناء دراسة المعلومات. يمكن بعد ذلك نقل هذه الرسوم إلى البطاقات التعليمية التي تعتبر أداة مراجعة فعالة قبل الامتحان بوقت قصير بدلًا من إعادة قراءة المادة المكتوبة كاملة.

## وصلات خارجية
- مهارات الدراسة الجامعية
- مخطط مهارات الدراسة